# Hernando de Soto
Hernando de Soto (1486 Barcarrota nebo Jerez de los Caballeros, Extremadura, Španělsko – 21. května 1542 soutok Mississippi a Red Riveru nedaleko dnešního Memphisu) byl španělský conquistador a guvernér Kuby. Na svých cestách dobýval území dnešní Nikaraguy, Peru a velké části území v povodí řeky Mississippi.

## Dobyvatelské cesty
V roce 1516 přišel do Ameriky, zakrátko se stal guvernérem v Santiagu na Kubě. V letech 1523–1524 se účastnil s Franciscem Córdobou dobývání Nicaraguy a v roce 1532 se připojil k Pizarrovi při tažení do Peru, nakonec se vrátil roku 1536 zpět do Španělska.

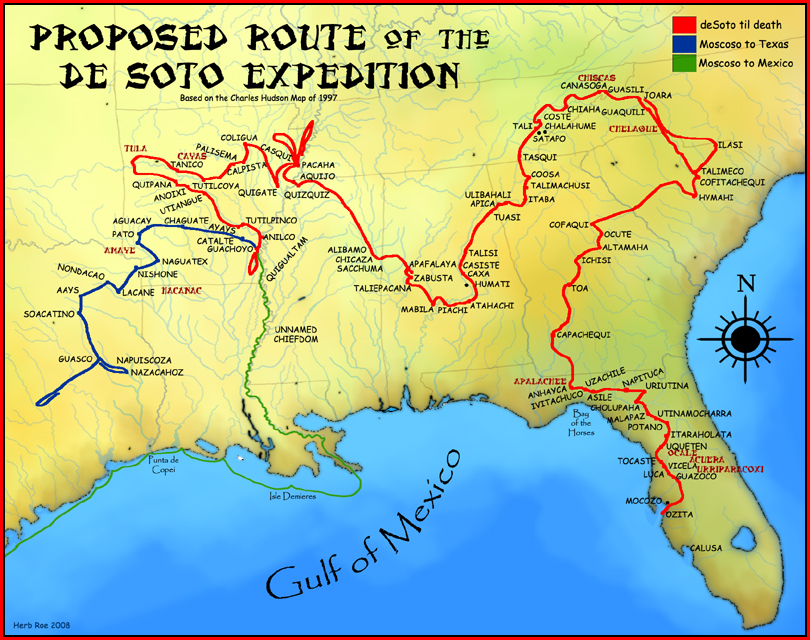
Mapa Floridy a povodí řeky Mississippi se zakreslenou cestou Hernanda de Soty a Luise Moscosa de Alvarada

V roce 1538 se vrátil znovu na Kubu a byl jmenován jejím guvernérem. Odtud se 1539 vypravil s loďstvem, 660 muži a 213 koni na Floridu s cílem nalézt dále ve vnitrozemí území bohaté na zlato a také průjezd do Tichého oceánu. Přistál v zálivu Tampa na západním pobřeží Floridy, odkud se vydal přímo na severozápad a přes dnešní Georgii a Jižní Karolínu došel až k pramenům Altamahy a Savannahy, poté se vrátil přes dnešní Alabamu k moři. Celou cestu si razil násilím a proslul svou krutostí. Po delším odpočinku se vypravil znovu na sever, poblíže dnešního Memphisu překročil v květnu 1541 jako první Evropan řeku Mississippi a přes Arkansas došel až k hornímu toku White River v Oklahomě. Protože zde nenalezl očekávané bohatství, obrátil se zpět na jih k Red River, podél které došel opět k Mississippi. Na břehu této řeky 21. května 1542 zemřel na zimnici.
Zbytek výpravy čítající 300 mužů pod vedením Luise Moscosa de Alvarada proplul po Mississippi 1000 km až k ústí této řeky. Odtud se expedice pokusila dostat po souši do Mexika, avšak sucho a nedostatek vody ji donutili k návratu k Mississippi, odtud znovu ale tentokrát na člunech odplula podél pobřeží až dospěla v září roku 1543 k řece Pánuco v Mexiku. Přestože polovina mužů zahynula a hlavního cíle, najít zlato nebylo dosaženo, znamenala výprava neobyčejné obohacení zeměpisných znalostí. Během čtyř let prošla územím o rozloze 600 tisíc km², první pronikla do jižní oblasti dnešních Spojených států amerických, objevila a proplula dolní Mississippi a na severozápadě se skoro dotkla území, které současně prozkoumával Francisco Coronado od Kalifornského zálivu. Zpráva jednoho z účastníků (Portugalce) byla vydána anglicky pod titulem The Discovery and Conquest of Terra Florida, L.1851.